# XIX. Gebirgs-Korps (Wehrmacht)
Das Generalkommando Gebirgskorps Norwegen (ab November 1942 XIX. Gebirgs-Armeekorps) war ein Generalkommando der deutschen Wehrmacht, das im Zweiten Weltkrieg fortwährend an der nördlichsten Ostfront, in Lappland eingesetzt wurde. Am 25. November 1944 wurde das Generalkommando in Armeeabteilung Narvik umbenannt.

## Geschichte

### Aufstellung und Organisation
Das Generalkommando Gebirgskorps Norwegen wurde am 15. Juni 1940 mit erstem Sitz in Trondheim gegründet, aus Teilen der Landungsgruppe XXI sowie der 2. und 3. Gebirgs-Division gebildet und als Besatzungstruppe in Nordnorwegen eingesetzt. Es wurde am 4. Juni 1941 der Befehlsstelle Finnland des Armee-Oberkommandos Norwegen unterstellt, die am 14. Januar 1942 in AOK Lappland und am 22. Juni 1942 in 20. Gebirgs-Armee umbenannt wurde. Am 10. November folgte die Umbenennung in XIX. Gebirgs-Armeekorps und am 25. November 1944 in Armeeabteilung Narvik.

### 1940
Nach der Sicherung Narviks waren dem neu gegründeten Gebirgskorps Norwegen, dessen Führung General Dietl übernahm, die 2. und 3. Gebirgs-Division unterstellt. Bis zur Operation Barbarossa verblieb das Korps dem AOK Norwegen unterstellt und fungierte als Besatzung im Raum Narvik – Tromsö – Lyngenfjord.

### 1941
Im Februar 1941 kam man bezüglich der Planungen zu Unternehmen Silberfuchs darüber überein, deutsche Soldaten vom Armeeoberkommando Norwegen über das Nordkap zum Varangerfjord und in den Raum Kirkenes zu verlegen, um die kriegswirtschaftlich wichtigen Nickelgruben von Petsamo zu sichern. Pioniere errichteten zwischen Svanik und Salmijärvi eine Kriegsbrücke über den Patsjokki und bauten eine weitere Brücke über den Petsamojokki bei Luostari. Die Truppenverlegungen fanden Anfang Juni statt, am 22. Juni wurde die finnisch-norwegische Grenze im Raum Linahamari – Parkkina überschritten. Nachdem am 24. Juni Luostari erreicht und Petsamo gesichert worden war, sollte am 29. Juni in einer weiteren Phase das Unternehmen Platinfuchs beginnen. Das Gebirgskorps sollte zusammen mit einigen finnischen Grenzeinheiten direkt auf Murmansk vorrücken und den Hafen, wo laufend militärische Kriegsmittel für die Sowjetunion eintrafen, einnehmen. Die 2. und 3. Gebirgs-Division sollten aus dem Raum beiderseits des Kuosmejärvi-Sees nach Poljarnoje und Murmansk vorstoßen und den westlich der Kola-Halbinsel in der Motowski-Bucht gelandeten Feind vernichten. Die 3. Gebirgs-Division hatte über das Ödland zwischen Lajoaivi und der Straße nach Sapadnaja zur Titowka, gegen die Flanke der vor der Front liegenden Feindkräfte vorzugehen. Nach 30 Kilometer tiefen Vorstössen geboten Gegenstöße der sowjetischen 14. Armee (General Frolow) am 5. Juli vorerst Einhalt. Zwischen 10. und 19. Juli konnte ein östlicher Brückenkopf an der Liza gebildet werden.
Am 8. September wurde der deutsche Angriff über die Liza erneuert. Am 22. September, nach mehreren vergeblichen Versuchen den Fluss Liza zu überqueren, beziehungsweise den Brückenkopf über den Fluss zu erweitern musste das Korps Anfang Oktober zum Stellungskrieg übergehen. Die Frontlinie blieb während des ganzen weiteren Kriegsverlaufes relativ stabil. Die deutschen Gesamtverluste während der Operation Platinfuchs betrugen etwa 10.300 Mann an Toten und Verwundeten. Im Oktober 1941 erfolgte an der Liza-Front die Ablösung der 3. Gebirgs-Division (ohne Gebirgsjäger-Regiment 139) durch die neu aus dem Balkan herangeführte 6. Gebirgs-Division.

### 1942/43
Am 27. April 1942 landeten die Sowjets die 12. Marine-Brigade in der Motowski-Bucht um die an der Liza-Font stehende 6. Gebirgs-Division einzukesseln, gleichzeitig begannen 37 Bataillone zwei Wochen lang starke Angriffe an der westlichen Murmansk-Front. Erst am 12. Mai konnte die Gefahr einer Einkesselung beseitigt werden. Bis zum Oktober 1944 erfolgten hier keine entscheidenden sowjetischen Angriffe mehr.
Am 6. November 1942 wurde das Generalkommando in XIX. Gebirgs-Armeekorps umbenannt.
Es übernahm zu dem den Küstenschutz im Raum Kolsjok-Kirkenes-Vandö. Das Jahr 1943 war durch den Stellungskrieg und den Abwehrkämpfen bei Luostari und am Petsamo-Fluss ausgefüllt. Im März 1943 wurde das XIX. Gebirgskorps insofern organisiert, indem die die neu aufgestellte Divisionsgruppe Petsamo, die 210. Infanterie-Division und der Kommandant der Seeverteidigung Kirkenes die rückwärtige Seefront deckten und die 2. und 6. Gebirgs-Division weiterhin die bisherige Landfront an der Liza.

### 1944/45
Am 19. September 1944 änderte sich die militärische Lage durch den Waffenstillstand von Moskau zwischen Finnland und der Sowjetunion schlagartig. Im Lapplandkrieg musste das südlicher stehende XXXVI. und XVIII. Gebirgs-Korps aus der Kiestinski- und der Werman-Front sofort nach Norwegen zurückgezogen werden. Das XIX. Korps unter General Ferdinand Jodl mit der 2. Gebirgs-Division (General Degen) und der 6. Gebirgs-Division (General Pemsel) konnte an der Nordflanke nur mit äußerster Anstrengung den Rückzug aus Mittelfinnland decken.
In der Nacht zum 10. Oktober wurden bei der amphibischen Landung von Liinahamari sowjetische Marineinfanteristen am Ufer der Malaja Wolkowaja abgesetzt. Am darauffolgenden Morgen griffen sie die deutschen Truppen aus der Flanke an und durchbrachen zusammen mit der Marineinfanterie, die an Land vorging, die deutsche Verteidigungsstellungen auf der Halbinsel Srednij. Am Abend des 12. Oktober wurden im Hafen Liinahamari weitere Truppen abgesetzt. Zusammen mit der Marineinfanterie eroberten diese am 13. Oktober Liinahamari. In der Nacht zum 15. fiel Petsamo in sowjetische Hände. Am 22. Oktober wurde die norwegische Grenze überquert und am 25. Oktober die norwegische Stadt Kirkenes nach erbitterten Kämpfen durch sowjetischen Truppen mit Unterstützung der Marineinfanterie eingenommen. Am 29. Oktober konnten die sowjetischen Truppen ihre Positionen nördlich von Neiden und südwestlich von Nautsi behaupten und schlossen damit die Operation ab. Im November 1944 erfolgte auch der Rückzug des XIX. Gebirgs-Korps entlang der Eismeerstraße zum Lyngenfjord (Troms). Am 25. November 1944 wurde das ins Dreiländereck zurückgegangene Generalkommando in Armeeabteilung Narvik umbenannt, blieb weiterhin der 20. Gebirgs-Armee unterstellt und hatte danach die 2. und 6. Gebirgs-Division, sowie die 210. Division unterstellt.
Zur Jahresbeginn 1945 waren der Armeeabteilung die 169., 230., 270., die Divisionsgruppe z. b. V. 140 sowie die 6. und 7. Gebirgs-Division unterstellt. Ab Januar 1945 begann die Absetzbewegung aus dem Raum Narvik und dann nach Südnorwegen, wo das Generalkommando im Raum Lillehammer gegenüber den Briten kapitulierte.

## Führung

### Kommandierende Generale
- General der Gebirgstruppe Eduard Dietl, 15. Juni 1940 bis 15. Januar 1942
- Generalleutnant/General der Gebirgstruppe Ferdinand Schörner, 15. Januar 1942 bis 23. Oktober 1943
- Generalleutnant Georg Ritter von Hengl, 23. Oktober 1943 bis 21. April 1944
- General der Gebirgstruppe Ferdinand Jodl, 21. April bis 25. November 1944

### Chefs des Generalstabes
- Oberst Karl von Le Suire, 1. Juli 1940 bis 16. Juli 1942
- Oberst Hans Degen, 16. Juli 1942 bis 25. Oktober 1943
- Oberst Hermann Hölter, 1. November 1943 bis 5. Februar 1944
- Oberst Konrad Purucker, 5. Februar bis 25. November 1944